# Cissus amapaensis
Cissus amapaensis är en vinväxtart som beskrevs av J. A. Lombardi. Cissus amapaensis ingår i släktet Cissus och familjen vinväxter. Inga underarter finns listade i Catalogue of Life.